# Андрос (остров, Греция)
А́ндрос (греч. Άνδρος) — остров в центральной части Эгейского моря, географически входит в архипелаг Киклады, расположенного на территории республики Греция. Остров лежит в 6 километрах к юго-востоку от более крупного острова Эвбея. Площадь острова составляет 383,022 квадратного километра, протяженность береговой линии — 180 километров. Наивысшая точка 995 метров над уровнем моря. Население 9221 житель по переписи 2011 года. Основное занятие — туризм и мореходство.

## Геология

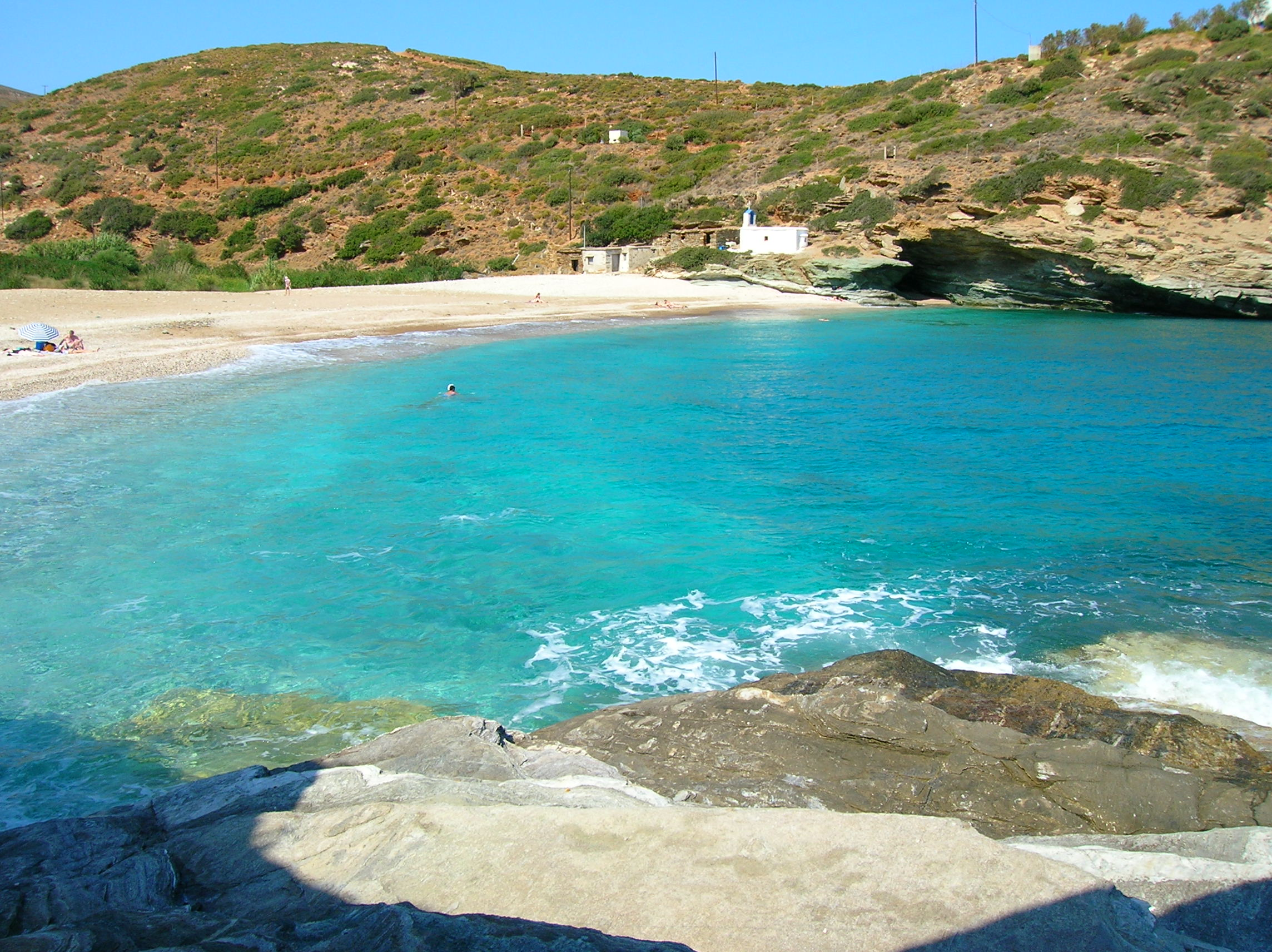

Как и соседние острова, Андрос сложен кристаллическими породами. Рельеф горный, полупустынный, максимальная высота над уровнем моря — 995 метров (гора Петалон). Господствует сухой средиземноморский климат. Реки маловодны, немногочисленны. По речным долинам — плантации маслин, цитрусовых, виноградники. Рыболовство постепенно приходит в упадок. Главный город острова — Андрос с населением 1428 человек по переписи 2011 года.

## История
Остров был заселён древнегреческими племенами ещё в раннеантичные времена. Близ деревни Палеополис на западном берегу острова сохранились руины древней столицы острова — города Андрос, зависимого в первую очередь от Ионии. Впоследствии был включён в состав Римской империи.
В 395—1204 годах находился под управлением Византии.
После падения Константинополя в 1204 году, Андрос, как и соседние острова был включён в состав герцогства Архипелага (Наксосское герцогство), находящегося в зависимости от Венецианской республики.
После начала интенсивных турецких атак на острова и оккупации большей их части, Венеция берёт Андрос под свой прямой контроль и продолжает оккупацию острова до 1566 года. В XV—XVI веках, из-за значительного обезлюдения острова (многие греки погибли в войнах и эпидемиях) венецианцы, а затем и турки привлекают население из внутренних Балканских районов. Так на острове появляются албанцы-арнауты, составлявшие значительную часть населения долгое время.
В 1566—1821 годах островом официально управляет Османская империя. В 1790 году Ламброс Кацонис, греческий корсар на российской службе, командуя флотилией греческих повстанцев, сразился у острова с объединённым турецко-алжирским флотом. В 1821—1830 годах, в ходе греческой войны за независимость, остров переходит под управление независимого греческого государства, большинство албанцев эллинизируется, хотя до сих пор на севере острова сохраняются небольшие арнаутские деревни.
Уроженцем острова был Теофилос Каирис (1784—1853), греческий просветитель, философ и политик, участник Освободительной войны Греции 1821—1829 годов.

## Населённые пункты

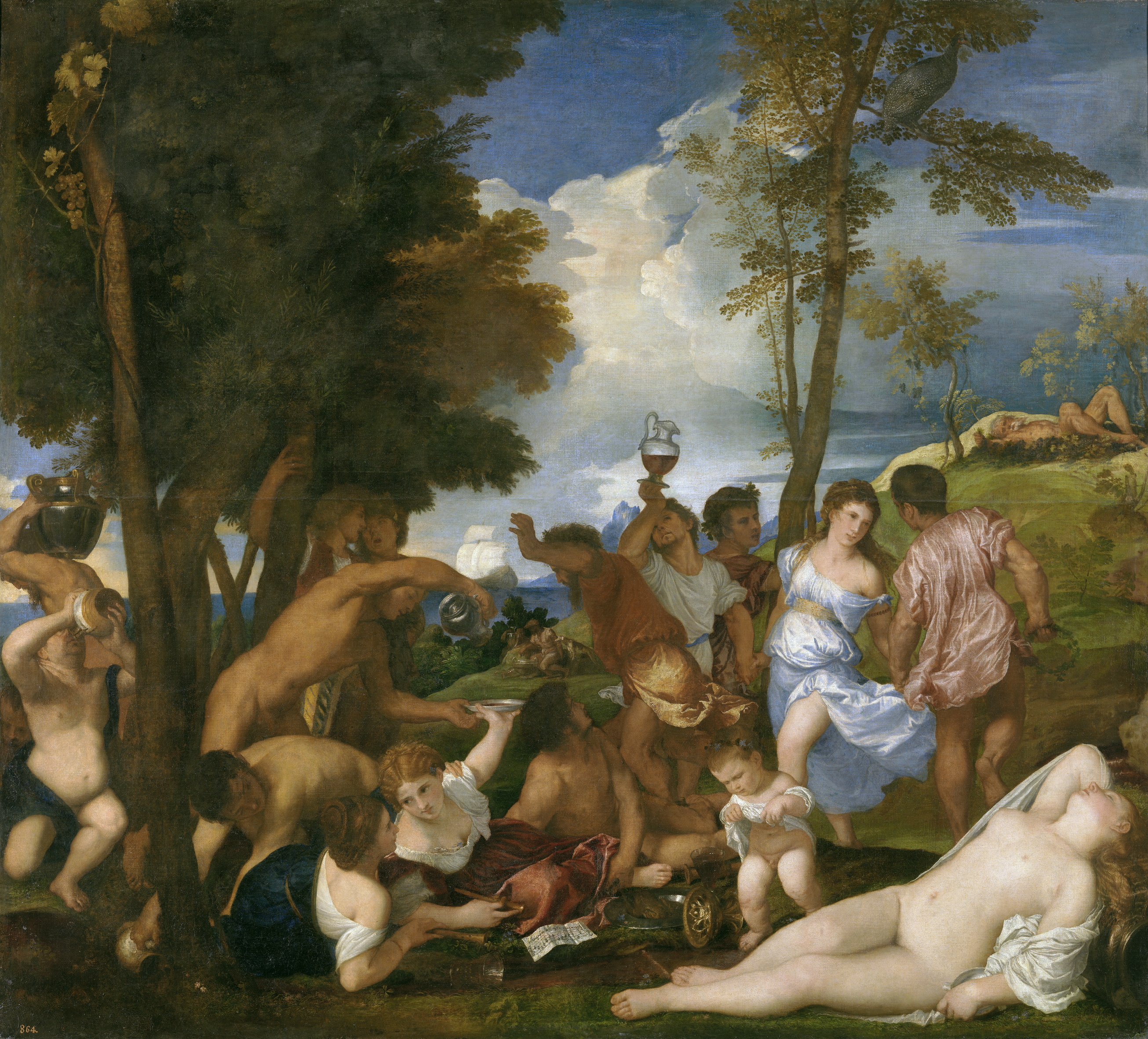
Тициан. Вакханалия на острове Андрос. 1523–1526, Прадо, Мадрид

Около 45 населённых пунктов, в том числе:
- Андрос
- Гаврион
- Идруса
- Корфио
- Палеополис
- Бацион[греч.]
- Апикия

Климат острова — засушливый, очевиден дефицит питьевой воды. Наблюдается постепенный отток населения на материк. Население острова — в настоящее время почти исключительно этнические греки — за последние сто лет значительно сократилось — с 19 тыс. до 9221 по данным переписи 2011 года, в том числе в городе Андрос с 9 тыс. до 1428 по данным переписи 2011 года.

## Мореходство
Развитие мореплавания на острове отмечается с конца XVIII века, однако в период парусного флота Андрос не был в числе основных греческих морских центров, каковыми были острова Идра, Спеце, Псара, Касос и город Галаксидион. 
Но приверженность этих центров парусу позволила Андросу обойти их с наступлением в судоходстве эры пара, начиная с 1882 года. К 1914 году Андрос стал третьим портом приписки в стране. Именно в этот период Андрос стал именоваться «Малой Англией». Кроме прочего, по инициативе судовладельцев острова, в этот период была налажена постоянная судоходная линия на Америку. 
На сегодняшний день, более 35 известных судовладельчиских «домов» (семей) андриотов оперируют из Андроса, Пирея, Лондона и Нью-Йорка флотом насчитывающим более 150 судов с суммарной вместимостью в 16 млн. регистровых тонн. 
Число андриотов моряков (включая и проживающих вне острова), вместе с моряками вышедшими на пенсию, превышает 3500 человек. 
Андрос располагает также морским музеем, экспонаты которого отражают вклад острова в греческое судоходство.